# Кэхилл, Джеймс
Джеймс Кэхилл (англ. James Cahill, род. 27 декабря 1995 года, Блэкпул) — английский игрок в снукер. Победитель Чемпионата Европы среди молодёжи 2013 года.

## Карьера
Кэхилл стал профессионалом в 2013 году после победы на Чемпионате Европы среди молодёжи 2013 года и получил двухлетний уайлд-карт на сезоны 2013/2014 и 2014/2015.
На чемпионате мира 2019 Кэхилл, находясь в статусе любителя, сумел пройти квалификационные раунды и выйти в финальную часть турнира. Таким образом, Кэхилл стал первым в истории снукеристом-любителем, которому удалось пробиться в финальную часть чемпионата мира, где в первом раунде он сенсационно выиграл у пятикратного чемпиона мира Ронни О'Салливана со счетом 10-8, однако во втором - в упорной борьбе уступил Стивену Магуайру со счетом 12:13.

## Финалы турниров

### Финалы любительских турниров: 1 (1 победа, 0 поражение)
| Результат | №  | Год  | Турнир                          | Соперник по финалу | Счёт |
| --------- | -- | ---- | ------------------------------- | ------------------ | ---- |
| Чемпион   | 1. | 2013 | Чемпионат Европы среди молодёжи | Эшли Карти         | 6–0  |